# Саморефлексия

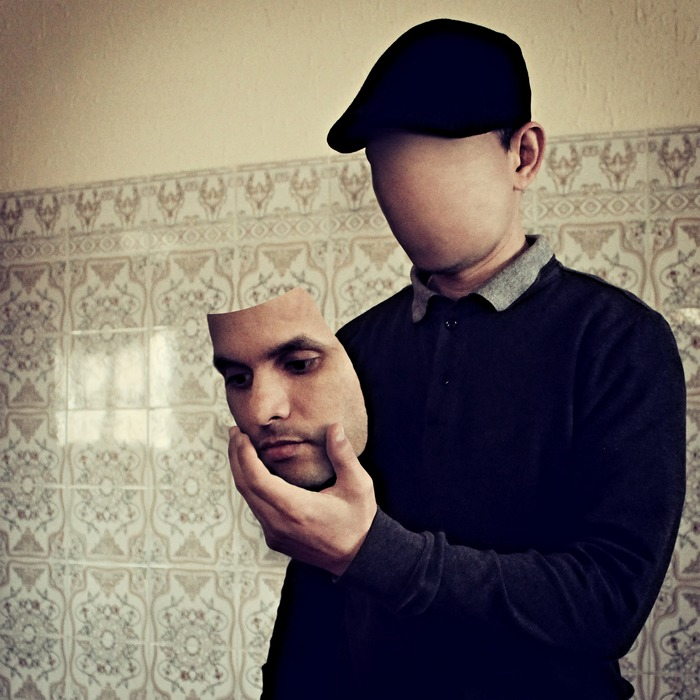
Наблюдение сознания изнутри, взгляд в свою собственную личность

Саморефлексия — способность человека погружаться в индивидуальный внутренний мир психики, содержащий чувства, мысли, состояния, переживания, сновидения, собственное познание, поведенческие паттерны, эмоциональные проявления, что приводит к умению оценить как личные действия и поступки, так и окружающих людей, через которых происходит психическое отражение действительности и самого себя.

## В психологии
Самопознание формирует эмоционально-ценностное отношение личности к себе, а самооценка помогает определиться в этом процессе. С точки зрения гуманистической психологии, отношения с другими людьми требуют контроля, осознания чувств и уважения к индивидуальности. Человек отражает своё отношение к себе через отзеркаливание взглядами других. Самоотношение влияет на взаимодействие с окружающими и на всю жизнедеятельность. Саморефлексия позволяет наблюдать, анализировать и размышлять над собой, включая психические состояния и чувства. Самопознание включает исследование собственных особенностей, сравнение с другими, а также наблюдение за внутренними процессами и поступками. Тесная связь между самопознанием и саморефлексией проявляется в способности фокусировать внимание на самом себе и овладеть собой как предметом сознания, самосознание. Понятия взаимодействуют и тесно связаны с процессом самоорганизации на пути становления личности.
Два психодиагностических метода, «Опросник В. Стефансона» и «Личностный дифференциал» помогают исследовать представления личности о себе и её отношение к себе и окружающим. Опросник В. Стефансона выделяет противоположные тенденции, такие как зависимость-независимость и общительность-необщительность, подчёркивая социальные характеристики личности. Личностный дифференциал оценивает уровень уважения к собственному «Я» силу волевых проявлений и активность в общении с миром. Также существует методика, разработанная А.В. Карповым и В.В. Пономаревой, которая позволяет исследовать рефлексивность и способность анализировать внутренний мир как у себя, так и у других людей.
Изучение саморефлексии и самооценки подразумевает применение различных методик. Одной из них является тест М.К. Тутушкиной, где испытуемые создают списки характеристик «Мой идеал» и «Антиидеал» для оценки своей самооценки. Подобные методики также включают опросники Ч.В. Столина и С.Р. Пантелеева для изучения уровней самоотношения. Другая методика — Т. Лири, которая изучает межличностные отношения и самоотношение. Однако, собранные данные могут быть искажены социальными предпочтениями. Важно учитывать, что некоторые испытуемые могут стремиться представить себя в лучшем свете. Поэтому при использовании таких методик необходимо применять их с осторожностью и рассматривать их с практической и теоретической точек зрения, возможно, включая анализ социометрических аспектов для более объективной оценки.

## Образовательный контекст

### Школьники
Современное образование придаёт высокое значение развитию саморефлексии у младших школьников как ключевого элемента успешного обучения и личностного роста. Для достижения этой цели применяются методики, включающие использование эмоционального опыта ребёнка, формирование общей картины мира, стимулирование деятельности наблюдения, развитие теоретического мышления, создание качественных отношений между учеником и учителем, а также активное сотрудничество между учащимися.
Важно отметить, что развитие саморефлексии учащихся требует особого внимания и адаптации методов к конкретным образовательным учреждениям и потребностям учеников. Учителя должны поощрять творческую самостоятельность, постоянно искать новые методы и подходы, адаптировать обучающий материал под индивидуальные особенности учеников. Ключевой роль играет инновационная направленность педагога, способствующая оптимизации образовательной среды и формированию саморефлексии младших школьников.

### Студенты
Саморефлексия — процесс, в котором человек анализирует и отражает самого себя в разных аспектах. Играет важную роль в самостоятельном развитии студентов, как во время так и во внеучебной деятельности, процесс включает в себя несколько ключевых компонентов:
- Когнитивный: хорошие знания в области обучения и понимание, как эти знания могут быть применены в жизненных ситуациях. Важно анализировать выбранные решения и их последствия, результаты.

- Операциональный: навыки самоуправления, самоанализа и самоконтроля на различных этапах профессионального развития. Способность планировать и оценивать самостоятельные действия.

- Личностный: анализ мысли, сознания. Детальные размышления о своей деятельности и прогнозирование возможностей.

- Мотивационно-ценностный: мотивация играет ключевую роль в профессиональной деятельности. Осознание, какие именно ценности и убеждения формируют мотивацию, что на самом деле помогает преодолевать трудности. Пересмотр устоявшихся взглядов и отношения к окружающей действительности, умение адаптироваться и подстраиваться.

Саморефлексия представляет собой осознанный механизм, который помогает студентам развивать компетенции и профессиональные навыки. Позволяет более глубоко понимать собственное «я» и свой профессиональный путь, что способствует карьерному росту и саморазвитию.

## В простонародье
Является деятельностью, связанной с глубокими внутренними размышлениями о собственных чувствах и поведении, а также о причинах, которые могут лежать за ними. Помогает людям осознавать свои сильные и слабые стороны, ценности, мотивы, цели и убеждения. Например, саморефлексия может помочь студентам определить свои образовательные интересы и потребности. Также способствует развитию критического мышления, эмоционального интеллекта, самосознания и саморегуляции.
Обычно происходит в различных формах и контекстах, таких как письменное или устное самовыражение, обратная связь от других, медитация, дневниковое письмо, художественное творчество и т. д. Полезна для личностного роста, профессионального развития, образования и терапии. Способствует более глубокому пониманию себя и окружающего мира. Например, может помочь людям улучшить свои межличностные отношения, осознавая свои эмоции и потребности.
Не всегда легка или приятна. Некоторые люди могут испытывать трудности или сопротивление при столкновении со своими ошибками, недостатками или конфликтами. При сильном внимании, приводит к излишней самокритике, переанализу или низкой самооценке. Поэтому важно подходить к саморефлексии с открытым и доброжелательным отношением к себе и другим. Саморефлексия может помочь людям развивать сострадание к себе и другим, признавая свою общечеловеческую несовершенность.